# Neodon juldaschi
Neodon juldaschi är en däggdjursart som först beskrevs av Nikolai Alekseevich Severtzov 1879.  Neodon juldaschi ingår i släktet Neodon och familjen hamsterartade gnagare. Inga underarter finns listade i Catalogue of Life.
Nyare avhandlingar listar arten i släktet åkersorkar.

## Utseende
Arten blir 83 till 105 mm lång (huvud och bål), har en 29 till 39 mm lång svans och 15 till 17 mm långa bakfötter. Pälsen är på ryggen ljusbrun och på buken gråbrun. Även svansen är uppdelad i en ljusbrun ovansida samt en silvervit undersida.

## Utbredning
Denna gnagare har sitt utbredningsområde i Afghanistan, Tadzjikistan och Kirgizistan. En mindre avskild population lever i västra Kina. Arten vistas i bergstrakter och på högplatå som ligger 3000 till 3500 meter över havet. Habitatet utgörs av bergsstäpper och av skogar.

## Ekologi
Individerna är aktiva på dagen och äter växtdelar. De går främst på marken. Före vintern skapas ett förråd. Individerna lever i familjegrupper och de skapar underjordiska bon. Boet täcker en yta av 9 till 150 m² och de flesta tunnlar ligger tät under markytan. Den centrala kammaren kan ligga 55cm djup och det fodras med torra växtdelar. Dessutom skapas förvaringsrum. Födan utgörs av gröna växtdelar, blommor, rötter, lök och några insekter. Under fortplantningstiden mellan maj och oktober kan honor ha en eller två kullar. Per kull föds 2 till 8 ungar och exemplar som föds tidig under våren kan ha en egen kull under hösten. Hannar är ibland aggressiva mot andra hannar.

## Hot
För beståndet är inga hot kända. Hela populationen anses vara stor. IUCN listar arten som livskraftig (LC).